# Unverbrannter Luther

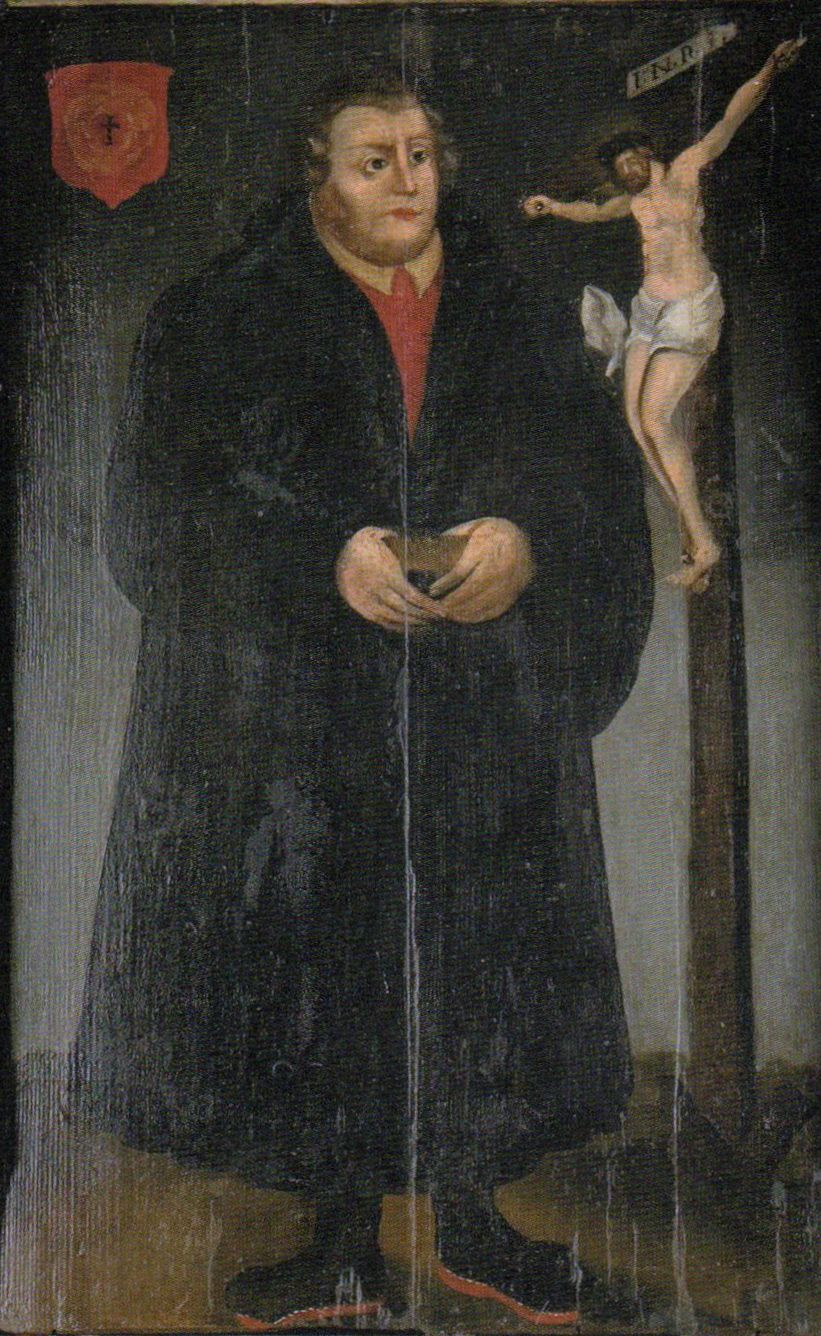
Der Unverbrannte Luther

Als Unverbrannter Luther wird ein Gemälde aus dem 16. Jahrhundert bezeichnet, das Martin Luther darstellt. Es befand sich einst an der Fassade von Luthers Geburtshaus in Eisleben.

## Beschreibung
Das Gemälde ist mit Ölfarben auf einer Holzplatte ausgeführt, die 99 cm hoch und 55 cm breit ist. Es ist mit einem dunklen Holzrahmen verbunden, der wohl für das ursprünglich im Freien angebrachte Gemälde seitlich und nach oben Schutz vor der Witterung bieten sollte und eine Tiefe von 14,5 cm hat. Im oberen Teil dieses Rahmens ist eine Inschrift angebracht, deren in drei Zeilen angeordneter Text lautet:
„ANNO 1483. IST DOCTOR. MAR

TINUS LUHTER.[sic!] IN DEM HAUSE GE

BORN. UND ZU S PETER. GEDAUFT.“
Das Gemälde zeigt Martin Luther in ganzer Figur. Er trägt einen dunklen, fast bis auf seine Füße fallenden Mantel über einem roten Kleidungsstück mit weißen Kragen, dazu dunkle Schuhe mit relativ hellen braunen Sohlen. Der Hintergrund ist großenteils in blaugrauen Tönen gehalten und geht unterhalb der Kniehöhe Luthers in die Andeutung einer Landschaft über, die in bräunlichem Grün gehalten ist. Durch diese niedere Horizontlinie erscheint Luther, aus der Froschperspektive gesehen, sehr groß. In der linken oberen Ecke ist die Lutherrose in rotem Wappenschild zu sehen, am rechten Bildrand steht ein Kruzifix mit der Inschrift I. N. R. I. zu Häupten des Gekreuzigten. Die Gesichter der beiden Dargestellten befinden sich auf gegenseitiger Augenhöhe. Die Figur des Christus ist etwa halb so groß wie der Körper Luthers, so dass seine Füße sich auf derselben Höhe befinden wie die Hände Luthers, die dieser vor seinem Leib zusammengelegt hat und in denen er ein kleines braunes Buch hält.

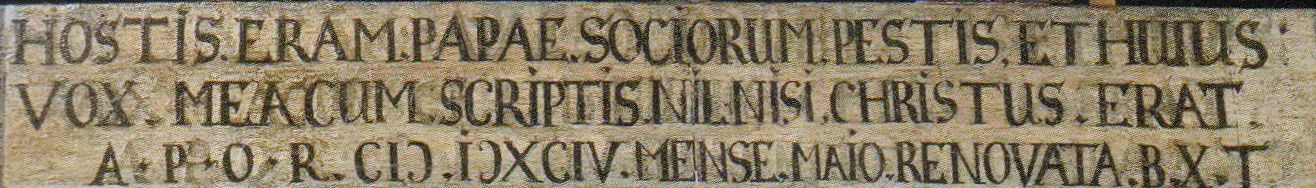
Die untere Texttafel

Unterhalb des Gemäldes ist eine weitere Schrifttafel angebracht; sie ist rechteckig und deutlich breiter als das eigentliche Gemälde und enthält in den ersten beiden Zeilen folgenden Text:
„HOSTIS. ERAM. PAPAE. SOCIORUM. PESTIS. ET HUIUS

VOX. MEA CUM. SCRIPTIS. NIL NISI. CHRISTUS. ERAT.“
Der Text ist in schwarzer Schrift auf graubeigem Grund geschrieben, wie es auch bei der oberen Inschrift der Fall ist. Spuren einer früheren, übermalten Inschrift sind insbesondere in der zweiten Zeile gut zu erkennen. In der dritten Zeile findet sich ein Hinweis auf eine Renovierung bzw. Erneuerung, die sich vermutlich auf das Haus bezieht.

## Typus

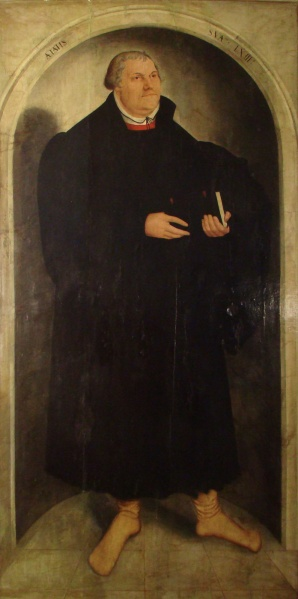
Cranach d. J.: Lutherbildnis, dat. 1546, im Schweriner Museum

Der Darstellungstyp ohne das beigegebene Kreuz entspricht den ganzfigurigen barhäuptigen Lutherbildnissen aus der Werkstatt Cranachs des Jüngeren, wie sie als Gemälde ab dem Todesjahr des Reformators geschaffen wurden und wohl auf eine noch zu Lebzeiten Luthers 1540 entstandene Porträtaufnahme zurückgehen. Der Bildnistyp, der Luther im schwarzen Gelehrtenmantel, mit rotem Unterkleid und weißem Kragen, mit einem offenen oder geschlossenen Buch in den Händen zeigt, fand nach Luthers Tod eine lang anhaltende Verbreitung. Entsprechende Bildnisse finden sich u. a. im Staatlichen Museum in Schwerin (dat. 1546), im Meißner Dom, im Dom in Schwerin (dat. 1648) und in der Wittenberger Schlosskirche (18. Jhd.). Demselben Typus gehört auch die Darstellung auf dem Epitaph für Martin Luther an. Eine 1575 datierte Darstellung, bei der Luther statt nach rechts nach links gewandt ist, befindet sich in den Kunstsammlungen der Veste Coburg. Johannes Ficker sieht in diesem Darstellungstypus in Amtsgewand und mit Bibel den Sinngehalt von Luther als Kirchenvater, der gegenüber den anderen Luther-Altersbildnissen, die ihn als Professor im Pelz zeigen, dominiert.

## Geschichte und Rezeption
Das Gemälde wurde wahrscheinlich 1583 von einem Eisleber Maler geschaffen, der namentlich nicht bekannt ist, und über der Eingangstür des Geburtshauses Luthers angebracht.
Harald Meller sieht in der Eisleber Darstellung ein Zeugnis „für die frühe Wertschätzung und Monumentalisierung der Eisleber Lutherstätten“. Das Bild überstand den Stadtbrand im Jahr 1689, dem Luthers Geburtshaus zum Opfer fiel, unbeschadet, was aber nicht einem Wunder zu verdanken ist, sondern der Tatsache, dass es sich zum Zeitpunkt des Brandes schon nicht mehr an seiner ursprünglichen Stätte befand: Der Magistrat der Stadt Eisleben hatte das Bild kurz vor dem Brand abnehmen lassen, da sich in dem Haus zu dieser Zeit eine Schankwirtschaft befand und man die Würde des Reformators dadurch geschmälert sah. Erst nach dem Wiederaufbau des Hauses wurde das Lutherporträt 1693 wieder an der Fassade des Gebäudes aufgehängt. Mittlerweile befindet es sich unter der Inventarnummer GH G 2238 im Museum Geburtshaus Eisleben der Stiftung Luthergedenkstätten in Sachsen-Anhalt.
Die Tatsache, dass das Bildnis erhalten blieb, nicht aber das Originalgebäude, an dem es einst gehangen hatte, führte bald zur Legendenbildung und auch zu Fehlschlüssen über das Schicksal von Luthers Geburtshaus. Zeitweise wurde behauptet, das ganze Gebäude sei von dem Feuer verschont worden. Auch die Theorie, nur das Erdgeschoss, in dem die Familie Luther sich einige Wochen aufgehalten hatte, sei nicht verbrannt, wurde in Umlauf gebracht. Archäologische und bauhistorische Untersuchungen des Gebäudes widerlegten aber diese Behauptungen. Als gesichert kann nur angesehen werden, dass der Keller des Gebäudes den Brand überstanden hat und also schon zu Luthers Zeit existiert hat.

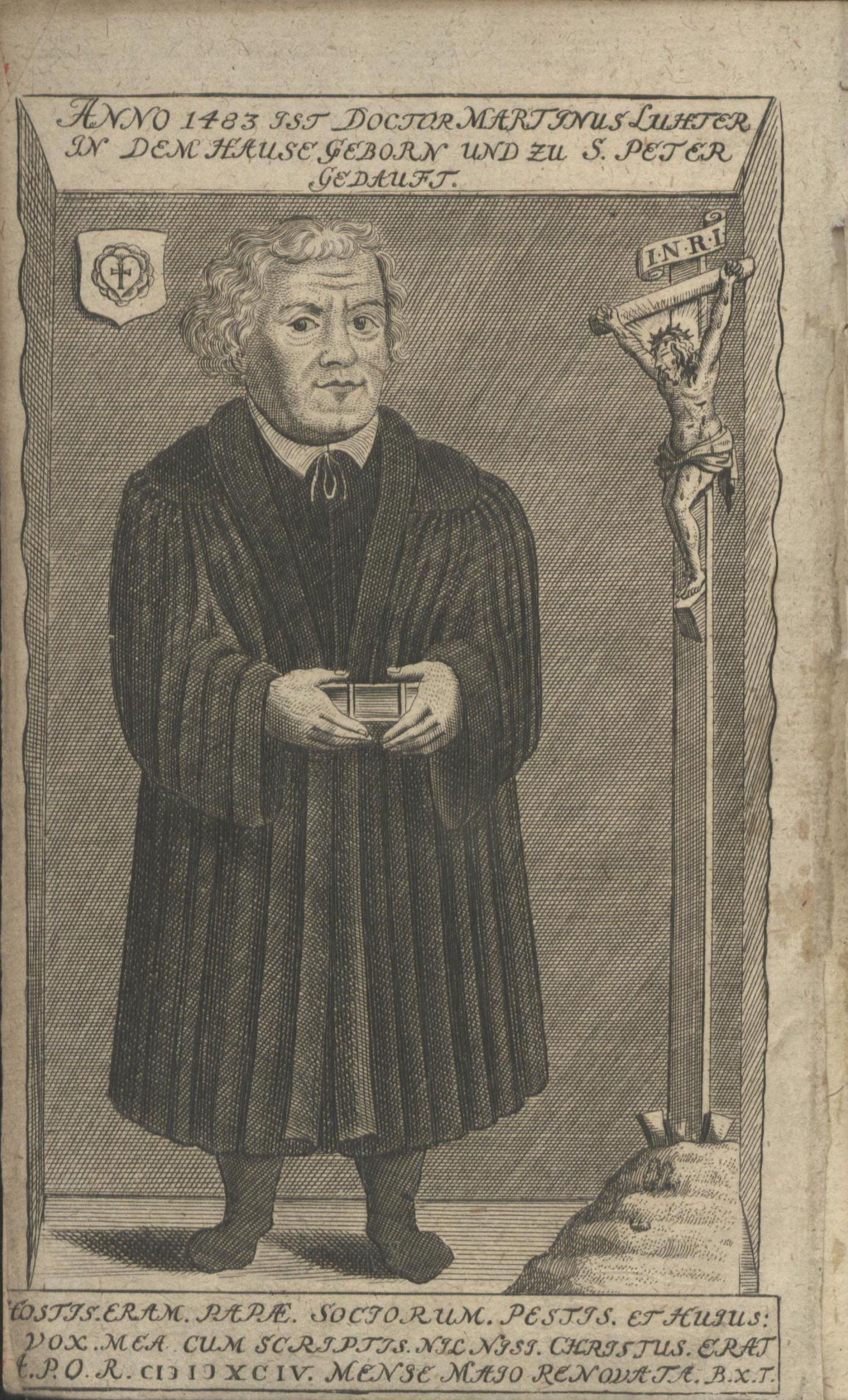
Die Darstellung des Gemäldes in Schöpffers Lutherus non combustus; man beachte die gegenüber dem fotografierten Gemälde geänderte Blickrichtung Luthers. Die untere Schrifttafel ist schmäler wiedergegeben als sie sich aktuell zeigt.

Im Jahr 1717 erschien das Werk Lutherus non combustus sive historica enarratio de D. M. Luthero eiusque imagine von Justus Schöpffer. Dieser zählte allerlei Begebenheiten aus Luthers Leben auf, bei denen dieser durch reales oder vorgestelltes Feuer bedroht gewesen und jedes Mal errettet worden sei. Darunter fällt etwa das Kapitel De Luthero ab igne infernali liberato (Über den vor dem Höllenfeuer geretteten Luther), in dem unter anderem beschrieben wird, wie Luther auf gehässige Schriften reagierte, in denen er schon totgesagt worden war. „Sonst thut mirs sanfft auf der rechten Kniescheiben und an der linken Fersen / daß mir der Teuffel und seine Schuppen / Papst und Papisten / so herzlich feind sind“, wird Luthers Antwortschreiben auf die Hassschriften zitiert. Auch das darauf folgende achte Kapitel von Schöpffers Schrift beschwört wieder Feuersgefahr und Errettung des realen Luther herauf; es trägt den Titel De Luthero ex ignis periculo Wormatiae in Comitiis, singulari & provida Dei cura feliciter erepto (Über Luther, der der Feuersgefahr in Worms beim Reichstag glücklich durch die einzigartige und vorsorgende Bemühung Gottes entrissen wurde). Auch hier wird Luther ausgiebig zitiert, unter anderem mit dem Satz: „Wenn sie gleich zu Worms ein Feuer machten / das zwischen Wittenberg und Worms biß an den Himmel reichte / so wolte ich doch in dem Nahmen des HErrn daselbst erscheinen / und dem Behemoth in sein Maul zwischen seine Zehen [sic!] treten [...]“ Das zehnte und letzte Kapitel des Buches schließlich befasst sich mit Schriften und Bildnissen Luthers, die auf wundersame Weise bzw. durch das Eingreifen Gottes aus verschiedenen Brandkatastrophen unversehrt hervorgegangen seien, darunter auch das Bildnis am Geburtshaus Luthers in Eisleben. Schöpffer geht zwar in einem Nachsatz auf die Tatsache ein, dass das Haus im Jahr 1693 wieder aufgebaut wurde, der Anfang des Abschnitts enthält aber die Aussage, das alte Haus sei bei dem Stadtbrand nahezu unversehrt geblieben („In stupendis autem illis incendiis Domus B. Lutheri in qua Islebiae natus est Deo ita dirigente, ut plurimum illaesa mansit [...]“) und sei durch Gottes Vorsehung wie ein Palladion Eislebens bewahrt geblieben; ebenso sei das Bildnis Luthers wundersamerweise von den Flammen unberührt geblieben („miraculose ab ignis flamma intacta mansit“).
Auch in den nachfolgenden Jahrzehnten wurde das Bildnis immer wieder mit dieser und weiteren Wundererzählungen in Verbindung gebracht. In Johann Georg Theodor Grässes Sagensammlung findet sich etwa der Satz: „Dieses Bild hat sich beim letzten Brande in der Oberstube befunden; als man, nachdem das Feuer gelöscht war, die Brandstelle durchsuchte, fand man dasselbe in dem ausgebrannten obern Stock gänzlich unversehrt und von keinem Feuer berührt. Uebrigens ist dasselbe Haus auch, wenn die Pest in Eisleben grassirte und kein Haus davon befreit blieb, allein unangesteckt geblieben.“
Stefan Laube fasste zusammen: „So stellten die unversehrten Artefakte als göttliche Zeichen Propagandamedien gegenüber den Gegnern der Reformation dar [...] Protestanten griffen somit einen Topos auf, der auch beim mittelalterlichen Reliquienkult gang und gäbe war, galt doch die Feuerprobe als Mittel, um festzustellen, ob Reliquien authentisch waren, denn nur falsche Reliquien verbrannten [...] Andererseits konnten sie sich auf das Alte Testament berufen, auf die Berufungslegende des Moses, in deren Mittelpunkt ein brennender Dornbusch steht, der sich nicht in Asche auflöste.“ Er verdeutlichte aber auch, dass „sich zentrale Aspekte der alten, von Martin Luther entschieden abgelehnten Heiligenverehrung an seiner eigenen Person“ wiederholten und „sich das Bild auch bei ihnen [= den Lutheranern] zu einem Kultding entwickeln konnte“, wofür er dann unter anderem das unverbrannte Lutherbildnis in Eisleben als Beleg  anführte. Zu Luthers eigener Einstellung gegenüber Vorkommnissen, die als Wunder oder Gotteszeichen interpretiert wurden, schreibt Laube: „Luther selber destruierte den Wunderglauben keineswegs, wenn er ihn auch als vom Bösen bzw. Teufel verursachte Erscheinung negativ besetzte.“